# Eulasia nitidicollis
Eulasia nitidicollis là một loài bọ cánh cứng trong họ Glaphyridae. Loài này được Reiche miêu tả khoa học năm 1862.